# خان قشلاقي
خان‌ قشلاقي هي قرية في مقاطعة نير، إيران. يقدر عدد سكانها بـ 163 نسمة بحسب إحصاء 2016.